# Leung Ka Yu
Leung Ka Yu (28 mei 1996) is een Hongkongs weg- en baanwielrenner.

## Carrière
In 2018 behaalde Leung een tweede plaats op de ploegenachtervolging tijdens de Aziatische Spelen.

## Palmares

### Baanwielrennen
| Jaar       | HK                                                          | AK                                                        | WK                         | Overig                                                                |
| Als Junior | Als Junior                                                  | Als Junior                                                | Als Junior                 | Als Junior                                                            |
| ---------- | ----------------------------------------------------------- | --------------------------------------------------------- | -------------------------- | --------------------------------------------------------------------- |
| 2013       | 1km tijdrit · achtervolging · omnium                        |                                                           |                            |                                                                       |
| Als Elite  |                                                             |                                                           |                            |                                                                       |
| 2014       | ploegenachtervolging                                        |                                                           |                            |                                                                       |
| 2015       | ploegenachtervolging · teamsprint · sprint · scratch        |                                                           |                            |                                                                       |
| 2016       |                                                             |                                                           |                            |                                                                       |
| 2017       | scratch · omnium                                            | 6e 1km tijdrit                                            | 26e 1km tijdrit            |                                                                       |
| 2018       | omnium                                                      | 5e ploegenachtervolging 6e scratch                        |                            | Aziatische Spelen: · ploegenachtervolging                             |
| 2019       | omnium · ploegenachtervolging · koppelkoers · achtervolging | scratch · 7e 1km tijdrit ploegenachtervolging · 5e omnium | 17e puntenkoers 22e omnium |                                                                       |
| 2020       |                                                             |                                                           | 18e omnium                 |                                                                       |
| 2021       |                                                             |                                                           |                            |                                                                       |
| 2022       |                                                             |                                                           |                            |                                                                       |
| 2023       |                                                             | ploegkoers · 5e scratch · 6e omnium                       |                            | Aziatische Spelen: · omnium · 4e ploegkoers · 4e ploegenachtervolging |

### Wegwielrennen
2013
 Hongkongs kampioenschap op de weg, Junioren
2014
 Hongkongs kampioenschap tijdrijden, Junioren
2017
 Aziatisch kampioenschap ploegentijdrit, Elite
2019
 Aziatisch kampioenschap ploegentijdrit, Elite
 Hongkongs kampioenschap op de weg, Elite
 Hongkongs kampioenschap tijdrijden, Elite

## Ploegen
- 2015 –  HKSI Pro Cycling
- 2016 –  HKSI Pro Cycling
- 2017 –  HKSI Pro Cycling
- 2018 –  HKSI Pro Cycling Team
- 2019 –  HKSI Pro Cycling Team
- 2020 –  HKSI Pro Cycling Team
- 2021 –  HKSI Pro Cycling Team
- 2022 –  HKSI Pro Cycling Team
- 2023 –  HKSI Pro Cycling Team
- 2024 –  HKSI Pro Cycling Team (tot 13 september)